# 罗德里格公式
罗德里格公式（英語：Rodrigues' formula），舊稱為艾沃里–雅可比公式，是一個關於勒壤得多項式的公式，分別被
欧林 罗德里格 （1816），詹姆斯 艾沃里 （1824）及卡爾 雅可比 （1827）所獨立發現。在埃爾米特於1865年指出罗德里格是第一個發現的人後，Heine在1878年建議使用「罗德里格公式」此名稱。此名稱亦被用於其它正交多项式的相似公式中。Askey (2005)詳述了罗德里格公式的歷史。

## 敍述
令{\displaystyle \{P_{n}(x)\}_{n=0}^{\infty }}為一正交多項式序列，並滿足以下條件：
{\displaystyle \int _{a}^{b}P_{m}(x)P_{n}(x)w(x)\,dx=K_{n}\delta _{m,n},}
其中{\displaystyle w(x)} 為權函數，{\displaystyle K_{n}}為與{\displaystyle n}有關之常數，{\displaystyle \delta _{m,n}}則是克羅內克δ函數。如果權函數{\displaystyle w(x)}滿足以下微分方程（又稱Pearson微分方程）：
{\displaystyle {\frac {w'(x)}{w(x)}}={\frac {A(x)}{B(x)}},}
其中{\displaystyle A(x)} 為次數最高為一的多項式，{\displaystyle B(x)}為次數最高為二的多項式；且以下極限成立：
{\displaystyle \lim _{x\to a}w(x)B(x)=0,\qquad \lim _{x\to b}w(x)B(x)=0,}
那麼我們可以證明{\displaystyle P_{n}(x)}滿足以下遞迴關係式
{\displaystyle P_{n}(x)={\frac {c_{n}}{w(x)}}{\frac {d^{n}}{dx^{n}}}\left[B(x)^{n}w(x)\right],}
其中{\displaystyle c_{n}}為常數。此關係式稱為「罗形公式」或是簡稱為「罗德里格公式」
罗形公式最常見的應用為勒壤得多項式、拉蓋爾多項式和埃爾米特多項式。
對勒壤得多項式{\displaystyle P_{n}}，罗德里格描述他的公式如下：
{\displaystyle P_{n}(x)={\frac {1}{2^{n}n!}}{\frac {d^{n}}{dx^{n}}}\left[(x^{2}-1)^{n}\right].}
拉蓋爾多項式通常被記為L0, L1, ⋯⋯，其罗形公式可被寫為：
{\displaystyle L_{n}(x)={\frac {e^{x}}{n!}}{\frac {d^{n}}{dx^{n}}}\left(e^{-x}x^{n}\right)={\frac {1}{n!}}\left({\frac {d}{dx}}-1\right)^{n}x^{n},}
埃爾米特多項式的罗德里格公式則為：
{\displaystyle H_{n}(x)=(-1)^{n}e^{x^{2}}{\frac {d^{n}}{dx^{n}}}e^{-x^{2}}=\left(2x-{\frac {d}{dx}}\right)^{n}\cdot 1.}
其他從史特姆-萊歐維爾方程所得之正交函數序列也有類似的公式，這些公式也被稱為罗德里格公式（或是罗形公式），特別是所得函數為多項式時。